# 西平县
西平县是中国河南省驻马店市下辖的一个县，1991年被国务院批准为对外开放县，1994年被农业部定为“乡镇企业东中西部合作示范工程试点县”。縣人民政府駐柏城街道。

## 历史
西平县古为柏皇氏遗族封地，春秋称柏国，汉高帝四年（前203年）始置县。

## 人口
根據第七次人口普查數據，截至2020年11月1日零時，西平縣常住人口為647311人。

## 地理位置及交通
西平县位于河南南部，郑州、武汉之间，北为漯河市，南为遂平县。境内有京广铁路、 京港澳高速、 107国道、 345国道贯穿，距新郑机场140公里。

## 行政区划
西平县下辖3个街道办事处、8个镇、7个乡、1个民族乡：
柏城街道、柏亭街道、柏苑街道、五沟营镇、权寨镇、师灵镇、出山镇、盆尧镇、嫘祖镇、宋集镇、二郎镇、重渠乡、人和乡、谭店乡、芦庙乡、杨庄乡、专探乡、蔡寨回族乡、焦庄乡和老王坡农场。

## 经济
- 西平县是国家商品粮生产基地县，国家瘦肉型生猪基地县。全县耕地面积约100万亩，主要农作物有小麦、玉米、油菜、烟叶等。
- 西平县拥有6个工业集中区，主要为机械、酿酒、医药、化工、造纸、建材、冶金铸造、轻纺、粮油加工等产业。
- 西部山区矿藏丰富，主要为铁、硅、花岗石、大理石、玄武岩、石英石等。其中玄武岩储藏量在1亿立方米以上，紫砂矿、花岗岩储藏量分别达2000万立方米以上，石英石总储量也在800万立方米以上，且属露天矿体。

## 旅游
棠溪源风景区为国家级森林公园。